# Mouguerre
Mouguerre (en euskera: Mugerre; en occitano: Moguerre) es una localidad y comuna francesa situada en el departamento de Pirineos Atlánticos, en la región de Aquitania y el territorio histórico vascofrancés de Labort.

## Geografía
La comuna está atravesada por el río Ardanabia y limita al norte con Lahonce, al noreste con Urcuit, al noroeste con Bayona, al este con Briscous, al oeste con Saint-Pierre-d'Irube y Villefranque, al sudeste con Hasparren y al sur con Jatxou.

## Demografía
| Gráfica de evolución demográfica de Mouguerre entre 1800 y 2012 |
|                                                                 |

Fuentes: Ldh/EHESS/Cassini e INSEE.